# Avia BH-25
Avia BH-25 (A.W. 154) – czechosłowacki samolot pasażerski z okresu międzywojennego. 

## Historia
W 1926 roku w czechosłowackiej wytwórni lotniczej Avia opracowano samolot pasażerski, początkowo dla państwowych linii lotniczych, które jednak nie zakupiły go, wtedy sprzedano je czechosłowackim liniom lotniczym Československá letecká společnost (ČLS) i oznaczono jako Avia BH-25. Był to samolot jednosilnikowy, dwupłatowy, który mógł przewozić 5-6 pasażerów lub ładunek o masie 500 kg. Prototyp był wyposażony w silnik rzędowy 12-cylindrowy Lorraine-Dietrich 12Cc o mocy 450 KM. 
Prototyp został oblatany w dniu 17 lipca 1926 roku, po czym rozpoczęto produkcję serii 5 kolejnych samolotów, przy czym otrzymały one silnik gwiazdowy Walter „Jupiter” IV, produkowany w zakładach Walter w Pradze. Spowodowało to niewielkie zmiany w konstrukcji i danych technicznych: długość wzrosła o 3 cm, waga własna zmniejszyła się o 150 kg, a startowa o 70 kg. Seryjne samoloty otrzymały oznaczenie Avia BH-25J. Samolotem tym zainteresowały się także rumuńskie linie lotnicze Serviciului Național de Navigație Aeriană (SNNA), które zakupiły serię 6 samolotów tego typu, przy czym zastosowano w nich francuski silnik gwiazdowy, 9-cylindrowy Gnome-Rhône 9Ady Jupiter o mocy 420 KM (309 kW), otrzymał on oznaczenie Avia BH-25L. Samoloty te zostały wyprodukowane w 1927 roku. Na tym produkcję tych samolotów zakończono, łącznie wyprodukowano 12 samolotów tego typu.

## Użycie w lotnictwie
Samoloty pasażerskie Avia BH-25 wprowadzono do linii lotniczych Československá letecká společnost (ČLS) i otrzymały one numery rejestracyjne: L-BABA (prototyp, od 1930 OK-ABA), seryjne – L-BABB (OK-ABB), L-BABC (OK-ABD), L-BABD, L-BABE (OK-ABE) i L-BABF (OK-ABF). W marcu 1927 rozpoczęły one regularne loty na trasach Praga-Drezno-Berlin oraz Praga-Brno-Wiedeń. Później zaczęły także latać na innych trasach. W dniu 9 maja 1929 doszło do katastrofy samolotu o nr L-BABD, który rozbił się w lesie w pobliżu Kassel. W wyniku tej katastrofy zginęły 3 osoby (pilot, mechanik i jeden pasażer). Samoloty tego typu były użytkowane w ČLS do 1931 roku, w tym czasie samoloty te przeleciały 771 587 km w czasie 5574 godzin, najwięcej samolot o nr rej. OK-ABC. 
W 1931 jeden z samolotów nr rej. OK-ABC kupiła czechosłowacka linia lotnicza Baťova letecká společnost, należąca do firmy Baťovy závody i użytkowała go do 28 lutego 1933. Kolejny samolot nr rej. OK-ABF w latach 1931 – 1933 w Aeroklubie Szkół Wyższych.
Samoloty przeznaczone dla rumuńskich państwowych linii lotniczych SNNA początkowo otrzymały czechosłowackie numery rejestracyjne, które w Rumunii zostały zmienione na nr: C-RITA (od 1930 YR-AAA), C-RIXA (YR-AAB), C-RIBA (YR-AAC), C-ROIU (YR-AAD). C-ROVA (YR-AAE) i C-RENO (YR-AAF).  Użytkowane były tam do 1936 roku.

## Opis techniczny
Samolot Avia BH-25J był dwupłatem o konstrukcji drewnianej. Kadłub o konstrukcji drewnianej, mieścił kabinę pasażerską i przednią otwartą kabinę pilota. Płaty o konstrukcji drewnianej, kryte były płótnem, dolne płaty były krótsze. Samolot miał podwozie klasyczne – stałe. Napęd stanowił silnik gwiazdowy Walter Jupiter IV (BH-25J) lub  francuski Gnome-Rhône 9Ady Jupiter (BH-25L).  